# Лямины (фабриканты)
Лямины — род купцов и фабрикантов, известный с конца XVIII века. Иван Артемьевич Лямин считается одним из самых известных представителей этого рода. Он стал купцом 1-й гильдии и получил звание потомственного почётного гражданина. Основатель Покровской мануфактуры.

## История
Род предпринимателей Ляминых происходит из Замоскворечья. Известен с XVIII века.

### Иван Петрович Лямин
В документах, датированных концом XVIII века, упоминается московский купец 3-й гильдии Иван Петрович Лямин, родившийся в 1746 году. У него было трое сыновей: Артемий, Василий, Григорий. Предположительная дата смерти — 1812 год.

### Артемий Иванович Лямин
Артемий Иванович Лямин родился в 1788 году. В 1820 году он принял решение самостоятельно вести свои дела и отделиться от братьев. Артемий Лямин торговал хлопчатобумажной «англицкой» тканью. Его жену звали Мария Степановна. В семье было трое сыновей — Иван, Сергей и Николай и шесть сестёр.
Впоследствии он передал свое дело сыну Ивану Артемьевичу Лямину. Умер в 1839 году в Москве. Похоронен на Даниловском кладбище.

### Иван Артемьевич Лямин
Иван Артемьевич Лямин родился в 1822 году. Он получил образование в Императорской практической академии коммерческих наук. Свою карьеру Иван Артемьевич начал с должности помощника текстильного магната Григория Кноопа и вскоре стал его полномочным представителем, занимался ведением переговоров с фабрикантами. Григорий Кнооп способствовал его женитьбе на Елизавете Лепешкиной, отец которой был городским головой. У Ивана Артемьевича и Елизаветы Семеновны было семеро детей: Сергей, Семен, Николай, Тихон, Софья, Анна, Вера.
Елизавета Семеновна была представительницей московских предпринимательниц. Она пожертвовала 300 тысяч рублей на строительство и 300 тысяч рублей в капитал Приюта для неизлечимо больных имени московского митрополита Сергия (Ляпидевского). В городе Дмитрове жена Ивана Артемьевича Лямина построила для тюремных заключенных каменную церковь проповедницы Елисаветы.
В 1859 году И. А. Лямин основал товарищество Покровской мануфактуры, которое располагалось в Яхроме Дмитровского уезда Московской губернии. Главным звеном в работе товарищества была Андреевская ткацкая фабрика, которую купил Лямин. Фабрика стала крупным бумагопрядильным и ткацким предприятием. Лямин поставлял на Прохоровскую мануфактуру миткаль. Расширяя производство, он увеличивал доход, и использовал деньги для приобретения нового европейского оборудования. По состоянию на 1890 год численность рабочих на предприятии достигла 5 тысяч человек.
В 1865—1868 годах Иван Лямин был председателем Московского биржевого комитета, в 1866—1870 — председателем Московского купеческого банка. Занимал должность члена отделения Совета торговли и мануфактур. Получил звание потомственного почётного гражданина, стал купцом 1-й гильдии.
Умер в 1894 году.

### Семён Иванович Лямин
Семён Иванович Лямин родился в 1850 году в Москве. Он был банкиром, купцом 1-й гильдии и предпринимателем. Совладелец фабрики бывшей Андреевской мануфактуры в деревне Суровцево Дмитровского уезда. Был директором-распорядителем Товарищества «Покровской бумагопрядильной и ткацкой мануфактуры и фабрики» — основал товарищество под таким названием вместе с братом и отцом. Улучшал условия труда рабочих фабрики.
В 1903—1909 годах был выборным Московского биржевого общества. Член совета Московского купеческого банка. Гласный Московской Городской Думы.
Умер в  феврале 1911 году в Москве. В газете Голос Москвы от 27 февраля 1911 года опубликованы несколько некрологов.

### Сергей Иванович Лямин
Сергей Иванович Лямин родился в 1855 году в Москве. Купец 1-й гильдии, благотворитель. В 1876 году окончил ИМТУ по специальности инженера-механика. Был совладельцем и директором правления предприятия Товарищества «Покровской бумагопрядильной и ткацкой фабрики», директор-распорядитель Московско-Волжского нефтепромышленного и торгового акционерного общества «Биби-Эйбат».

### Иван Семенович Лямин
Родился в 1899 году в Москве. В 1921 году эмигрировал во Францию. В 1930 году окончил Парижскую национальную консерваторию по специальностям пианист и дирижер. Умер в 1944 году в Париже. Его сын Иван Иванович Лямин — врач.